# Dankos Attila
Dankos Attila (Zalaegerszeg, 1990. február 16. –) magyar orgonaművész.

## Élete
A zalaegerszegi zeneiskolában kezdte tanulmányait. 2005–2009 között a Szombathelyi Művészeti Szakközépiskolában tanult szolfézs és orgona szakon. A középiskolában az éneklés és a karvezetés alapjait is elsajátította. 2009-ben felvételt nyert a Debreceni Egyetem orgona tanszakára, ahol 2016-ban diplomázott. Tanárai voltak dr. Kovács Szilárd Ferenc, dr. Dobiné dr. Jakab Hedvig és dr. Karasszon Dezső.  Eközben egy évet a Detmoldi Zenei Egyetemen tanult Thomas Nowak professzornál. Több mesterkurzuson is részt vett, többek között Szathmáry Zsigmond, Spányi Miklós és Ton Koopmann kurzusain. A XI. Dohnányi Ernő Kamarazene Találkozó és Versenyen nívódíjban részesült az egyetem régizene-kamaracsoportjával.
2017 és 2019 között a zalaegerszegi zeneiskolában tanított orgonát és zongorát, illetve a kertvárosi Szűz Mária Szeplőtelen Szíve templom orgonistája volt. A szombathelyi kántorképző keretében orgonát tanított, illetve minden év júniusában a pécsi kántorképzőn zeneelméletet és orgonát is tanít. Rendszeresen vállal korrepetitori tevékenységeket orgonával és zongorával egyaránt. A 2019 májusában megrendezett  Gyermán István V. Dél-Dunántúli Regionális Vonósversenyen Kaposváron korrepetitori nívódíjban részesült.
A tanítás, illetve templomi szolgálat mellett nagyon fontos számára a rendszeres koncertezés. Ehhez szorosan kapcsolódik az improvizáció is. Alapjait már az egyetemen elsajátította, s magasabb szintre emelésére, gyakorlat szerzésére a templomi szolgálat során mindig volt lehetőség, hisz annak fontos részét képezi. Az improvizáció által nyújtott szabadság lehetőséget ad a művésznek az önkifejezésre is, így különösen szeret ezzel élni a koncertjei során.
Koncertjei voltak már a szombathelyi, pécsi, debreceni székesegyházakban, Budapesten, Sopronban, Vasváron, Balatonbogláron, Nagykanizsán, Kasselben, Münsterben, illetve más németországi településeken. Fellépője volt, illetve a helyi zeneiskolával volt közös kezdeményezés az Egerszeg Fesztivál szabadtéri orgonahangversenye. A Bach Mindenkinek Fesztivál rendszeres fellépője. Rendszeresen koncertezik Fekete Melinda Zsófia szaxofonművésszel, akivel jó párost alkotnak, hiszen szakmailag is segítik egymást. Már maga a hangszerpárosítás is különleges. Rendszeresen írnak átiratokat szaxofon-orgonára.
2019 és 2022 között az Erkel Gyula Újpesti Zenei Alapfokú Művészeti Iskola zenetanára és az újpesti Egek Királynéja-templom orgonistája.
2023. februárjától a veszprémi Szent Mihály Főszékesegyház zeneigazgatója és orgonaművésze.

## Forrás
- Saját honlapja